# 1973年のスポーツ
- 年度別スポーツ記事一覧

1973年のスポーツでは、1973年（昭和48年）のスポーツ関連の出来事についてまとめる。
1973年前後：1972年のスポーツ - 1973年のスポーツ - 1974年のスポーツ

## できごと
- 3月24日 - 全英バドミントン選手権女子ダブルスで竹中・相沢組優勝
- 4月14日 - プロ野球パ・リーグが2シーズン制となり開幕
- 5月30日 - 大相撲の輪島大士が初の学生相撲出身横綱に
- 6月7日 - 東ドイツのR・シュテヘル、陸上競技女子100mで史上初の10秒台
- 6月24日 - 世界柔道選手権で日本が全階級制覇
- 8月30日 - 阪神タイガースの江夏豊が史上初の延長戦ノーヒット・ノーラン達成
- 8月31日 - 第1回世界水泳選手権がベオグラードで開幕
- 9月1日 - ジョージ・フォアマンがホセ・キング・ローマンを1RKOでやぶり、ヘビー級王座を防衛した（日本武道館）[1]。
- 11月1日 - 読売ジャイアンツ、日本シリーズ9連覇達成
- 11月5日 - 神和住純、戦後初のテニス・サーキット・プロに転向表明
- 11月 - プロ野球・実行委員会で、東京都内の本拠地がなくなり事実上県営宮城球場を本拠としていたロッテオリオンズの宮城県へのフランチャイズ移転が承認される

## 総合競技大会
- 第12回世界ろう者競技大会（スウェーデン・マルメ・7月21日～28日） - 日本の獲得メダル：金4、銀2、銅0
- 第7回夏季ユニバーシアード（モスクワ・8月18日～25日） - 日本の獲得メダル：金3、銀8、銅1
- 特別国体・若夏国体（沖縄県・5月3日～6日）
- 第28回若潮国体（冬季スケート - 岩手県・1月25日～28日、冬季スキー - 新潟県・2月18日～21日、夏季 - 千葉県・9月9日～12日、秋季 - 千葉県・10月22日～27日）
天皇杯順位：優勝 千葉県、第2位 東京都、第3位 大阪府
皇后杯順位：優勝 東京都、第2位 千葉県、第3位 大阪府

## アイスホッケー
- スタンレーカップ決勝（1972-1973シーズン）
モントリオール・カナディアンズ （4勝2敗） シカゴ・ブラックホークス

## アメリカンフットボール
- 第7回スーパーボウル（1月14日）
マイアミ・ドルフィンズ(AFC) 14-7 ワシントン・レッドスキンズ(NFC)

## 競馬
- 日本ダービーは、断然1番人気のハイセイコーがやぶれ、タケホープ、イチフジイサミが1、2着に入る大波乱となった。
- セクレタリアトがアメリカ三冠達成（6月9日）

## ゴルフ
男子プロ
- マスターズ優勝者：トミー・アーロン（アメリカ）
- 全米オープン優勝者：ジョニー・ミラー（アメリカ）
- 全英オープン優勝者：トム・ワイスコフ（アメリカ）
- 全米プロゴルフ優勝者：ジャック・ニクラス（アメリカ）
- PGAツアー賞金王：ジャック・ニクラス – $308,362
- ライダーカップ：アメリカが19-13で英愛連合チームを下す。

ニクラスがメジャー大会通算「12勝目」を挙げ、ウォルター・ヘーゲンの「11勝」を抜いて単独1位に躍進。マスターズでは尾崎将司が自己最高の8位に入った。
男子アマチュア
- 全英アマチュアゴルフ選手権 – Dick Siderowf
- 全米アマチュアゴルフ選手権 – クレイグ・スタドラー

女子プロ
- 全米女子オープン優勝者：スージー・バーニング（アメリカ）
- 全米プロゴルフ優勝者：マリー・ミルズ（アメリカ）

## サッカー
- 第52回天皇杯全日本サッカー選手権大会決勝
日立製作所 2-1 ヤンマーディーゼル
- 日本サッカーリーグ
1部優勝：三菱重工業
2部優勝：永大産業

## 自転車競技

### ロードレース
- 第56回ジロ・デ・イタリア
総合優勝：エディ・メルクス（ベルギー）
- 第60回ツール・ド・フランス
総合優勝：ルイス・オカーニャ（スペイン）

## テニス

### グランドスラム
- 全豪オープン　男子単優勝：ジョン・ニューカム（オーストラリア）、女子単優勝：マーガレット・スミス・コート（オーストラリア）
- 全仏オープン　男子単優勝：イリ・ナスターゼ（ルーマニア）、女子単優勝：マーガレット・スミス・コート（オーストラリア）
- ウィンブルドン　男子単優勝：ヤン・コデシュ（チェコスロバキア）、女子単優勝：ビリー・ジーン・キング（アメリカ）
- 全米オープン　男子単優勝：ジョン・ニューカム（オーストラリア）、女子単優勝：マーガレット・スミス・コート（オーストラリア）

## バスケットボール
- NBAファイナル（1972-1973シーズン）
ニューヨーク・ニックス （4勝1敗） ロサンゼルス・レイカーズ

## ボクシング
- 王者ジョージ・フォアマンがホセ・キング・ローマンを1RKOでやぶり、王座を防衛した。

## モータースポーツ
- 第1回世界ラリー選手権開幕

## 野球
- 読売ジャイアンツが伝説の9連覇を達成する。
- プロ野球再編問題 (1973年)

## ラグビー
- 第10回日本ラグビーフットボール選手権大会（秩父宮ラグビー場・1月15日）
リコー 35-9 明治大学

## 誕生
- 1月6日 - 太田和美（長崎県、競艇）
- 1月10日 - フェリックス・トリニダード（プエルトリコ、ボクシング）
- 1月12日 - オリビエ・ペリエ（フランス、競馬）
- 1月14日 - 山口衛里（兵庫県、マラソン）
- 1月14日 - ジャンカルロ・フィジケラ（イタリア、レーシングドライバー）
- 1月23日 - 篠原信一（兵庫県、柔道）
- 1月31日 - 片山晋呉（茨城県、ゴルフ）
- 2月9日 - 谷佳知（大阪府、野球）
- 2月14日 - スティーブ・マクネア（アメリカ、アメリカンフットボール、+2009年）
- 2月16日 - キャシー・フリーマン（オーストラリア、陸上競技）
- 2月19日 - 河口正史（兵庫県、アメリカンフットボール）
- 2月26日 - ジェニー・トンプソン（アメリカ、水泳）
- 2月26日 - マーシャル・フォーク（アメリカ、アメリカンフットボール）
- 2月27日 - セレス小林（茨城県、ボクシング）
- 2月28日 - エリック・リンドロス（カナダ、アイスホッケー）
- 3月1日 - クリス・ウェバー（アメリカ、バスケットボール）
- 3月8日 - 旭鷲山昇（モンゴル、相撲）
- 3月16日 - 戸高秀樹（宮崎県、ボクシング）
- 3月16日 - 山内泰幸（広島県、野球）
- 3月23日 - 沢松奈生子（兵庫県、テニス）
- 3月23日 - ジェイソン・キッド（アメリカ、バスケットボール）
- 3月24日 - バートロ・コローン（ドミニカ共和国、野球）
- 4月2日 - マーク・クルーン（アメリカ、野球）
- 4月4日 - ロリス・カピロッシ（イタリア、オートバイレーサー）
- 4月9日 - グラウベ・フェイトーザ（ブラジル、格闘家）
- 4月10日 - ロベルト・カルロス（ブラジル、サッカー）
- 4月18日 - ハイレ・ゲブレシラシエ（エチオピア、陸上競技）
- 5月4日 - リカルド（ブラジル、サッカー）
- 5月9日 - テグラ・ロルーペ（ケニア、マラソン）
- 5月10日 - 天田ヒロミ（群馬県、キックボクシング）
- 5月11日 - 尾方剛（広島県、マラソン）
- 5月15日 - 西島洋介山（東京都、ボクシング）
- 5月19日 - ダリオ・フランキッティ（スコットランド、レーシングドライバー）
- 5月28日 - 今野康晴（岐阜県、ゴルフ）
- 6月8日 - 渡辺康幸（千葉県、陸上競技）
- 6月19日 - 薮田安彦（大阪府、野球）
- 6月23日 - 中西永輔（三重県、サッカー）
- 6月28日 - アドリアン・アヌシュ（ハンガリー、陸上競技）
- 6月28日 - アルベルト・ベラサテギ（スペイン、テニス）
- 6月29日 - 福嶋晃子（神奈川県、ゴルフ）
- 6月30日 - 朴賛浩（韓国、野球）
- 7月6日 - 小倉隆史（三重県、サッカー）
- 7月12日 - 五剣山博之（香川県、相撲）
- 7月12日 - クリスティアン・ヴィエリ（イタリア、サッカー）
- 7月22日 - マイク・スウィーニー（アメリカ、野球）
- 7月23日 - 野村克則（東京都、野球）
- 7月23日 - ノマー・ガルシアパーラ（アメリカ、野球）
- 7月24日 - 中村紀洋（大阪府、野球）
- 7月25日 - ケニー・ロバーツ・ジュニア（アメリカ、オートバイレーサー）
- 8月9日 - フィリッポ・インザーギ（イタリア、サッカー）
- 8月10日 - 高桑大二朗（東京都、サッカー）
- 8月18日 - 五城楼勝洋（宮城県、相撲）
- 8月20日 - トッド・ヘルトン（アメリカ、野球）
- 8月24日 - インヘ・デブルーイン（オランダ、水泳）
- 8月27日 - 岡山哲也（愛知県、サッカー）
- 9月3日 - デイモン・スタウダマイアー（アメリカ、バスケットボール）
- 9月4日 - リディア・シモン（ルーマニア、マラソン）
- 9月6日 - グレグ・ルーゼドスキー（カナダ→イギリス、テニス）
- 9月9日 - 石井一久（千葉県、野球）
- 9月10日 - 崔龍洙（韓国、サッカー）
- 9月18日 - 荒若正啓（神奈川県、相撲）
- 9月23日 - 服部年宏（静岡県、サッカー）
- 9月29日 - 齋藤信治 （栃木県、バレーボール）
- 10月6日 - ウィルソン・ボイト・キプケテル（ケニア、陸上競技）
- 10月18日 - 中村兼三（福岡県、柔道）
- 10月22日 - イチロー（愛知県、野球）
- 10月23日 - 清水隆行（東京都、野球）
- 10月25日 - 小笠原道大（千葉県、野球）
- 10月26日 - TAKAみちのく（千葉県、プロレス）
- 10月27日 - セミー・シュルト（オランダ、格闘家）
- 10月29日 - 前園真聖（鹿児島県、サッカー）
- 10月31日 - 永田克彦（千葉県、レスリング）
- 11月5日 - ジョニー・デイモン（アメリカ、野球）
- 11月8日 - 時津海正博（長崎県、相撲）
- 11月8日 - 濱野谷憲吾（東京都、競艇）
- 11月8日 - エドガルド・アルフォンゾ（ベネズエラ、野球）
- 11月28日 - 海野ゆかり（広島県、競艇）
- 11月29日 - ライアン・ギグス（ウェールズ、サッカー）
- 12月1日 - 池谷直樹（大阪府、体操）
- 12月2日 - モニカ・セレシュ（ユーゴスラビア→アメリカ、テニス）
- 12月9日 - トニー・バティスタ（ドミニカ共和国、野球）
- 12月13日 - 黒木知宏（宮崎県、野球）
- 12月17日 - ポーラ・ラドクリフ（イギリス、陸上競技）
- 12月18日 - ファツマ・ロバ（エチオピア、マラソン）
- 12月19日 - エリック・ワイナイナ（ケニア、マラソン）
- 12月25日 - 三浦大輔（奈良県、野球）
- 12月25日 - 増田忠俊（静岡県、サッカー）
- 12月26日 - 松中信彦（熊本県、野球）
- 12月30日 - アト・ボルドン（トリニダード・トバゴ、陸上競技）

## 死去
- 1月25日 - 大場政夫（東京都、ボクシング、*1949年）
- 3月22日 - 湯口敏彦（岐阜県、野球、*1952年）
- 3月26日 - ジョージ・シスラー（アメリカ、野球、*1893年）
- 4月28日 - クラス・ツンベルグ（フィンランド、スピードスケート、*1893年）
- 7月31日 - 東富士謹一（東京都、相撲、*1921年）
- 8月9日 - チャールス・ダニエルズ（アメリカ、水泳、*1885年）
- 9月15日 - 松方三郎（東京都、登山家、*1899年）
- 9月19日 - 木村庄之助 (24代)（千葉県、相撲、*1901年）
- 10月2日 - パーヴォ・ヌルミ（フィンランド、陸上競技、*1897年）
- 10月25日 - アベベ・ビキラ（エチオピア、マラソン、*1932年）
- 12月4日 - ラウリ・レーチネン（フィンランド、陸上競技、*1908年）